# Disney Infinity
Disney Infinity — приключенческий боевик и песочница «toys to life», разработанная Avalanche Software и изданная Disney Interactive Studios. Была анонсирована 15 января 2013 года. Аналогична франшизе Skylanders от Activision, игра использует коллекционные фигурки, которые затем синхронизируются с игрой и открывают новых персонажей вселенных Disney и Pixar. Игра была выпущена для Xbox 360, PS3, Wii, Wii U и Nintendo 3DS в августе 2013 года.

## Герои
Ниже представлен список фигурок, выпущенных или анонсированных для игры. Стартовый набор (англ. Starter Pack), включающий игру и «Игровую арену» (англ. «Play set»), содержит фигурки Джеймса Пи «Салли» Салливана, Капитана Джека Воробья и Мистера Исключительного и три уровня по фильмам «Университет монстров», «Пираты Карибского моря», и «Суперсемейка». Дополнительные фигурки и уровни продаются в специальных наборах, а некоторые отдельно.
Возможности фигурок и жетонов: интерактивные фигурки (из виртуального «Ящика игрушек»), фигурки локаций.
| Франшиза                      | Герои                         | Набор                                                         | Дата выхода                      | Волна  |
| ----------------------------- | ----------------------------- | ------------------------------------------------------------- | -------------------------------- | ------ |
| Пираты Карибского моря        | Капитан Джек Воробей          | Starter Pack                                                  | 18 августа 2013 (с выходом игры) | Первая |
| Пираты Карибского моря        | Гектор Барбосса               | Single Character Pack / Sidekicks Pack                        | 18 августа 2013 (с выходом игры) | Первая |
| Пираты Карибского моря        | Дейви Джонс                   | Single Character Pack / Villains Pack                         | 18 августа 2013 (с выходом игры) | Первая |
| Суперсемейка                  | Мистер Исключительный         | Starter Pack                                                  | 18 августа 2013 (с выходом игры) | Первая |
| Суперсемейка                  | Эластика                      | Single Character Pack / Sidekicks Pack                        | 18 августа 2013 (с выходом игры) | Первая |
| Суперсемейка                  | Синдром                       | Single Character Pack / Villains Pack                         | 18 августа 2013 (с выходом игры) | Первая |
| Суперсемейка                  | Виолет                        | Single Character Pack / Girl Power Pack                       | 18 августа 2013 (с выходом игры) | Первая |
| Суперсемейка                  | Дэш                           | Single Character Pack                                         | 18 августа 2013 (с выходом игры) | Первая |
| Университет монстров          | Джеймс Пи «Салли» Салливан    | Starter Pack                                                  | 18 августа 2013 (с выходом игры) | Первая |
| Университет монстров          | Майкл Вазовски                | Single Character Pack / Sidekicks Pack                        | 18 августа 2013 (с выходом игры) | Первая |
| Университет монстров          | Рэндалл Боггс                 | Single Character Pack / Villains Pack                         | 18 августа 2013 (с выходом игры) | Первая |
| Тачки                         | Молния Маккуин                | Набор Тачки                                                   | 18 августа 2013 (с выходом игры) | Первая |
| Тачки                         | Холли Делюкс                  | Набор Тачки                                                   | 18 августа 2013 (с выходом игры) | Первая |
| Тачки                         | Франческо Бернулли            | Single Character Pack                                         | 18 августа 2013 (с выходом игры) | Первая |
| Тачки                         | Мэтр                          | Single Character Pack                                         | 18 августа 2013 (с выходом игры) | Первая |
| Одинокий рейнджер             | Одинокий рейнджер             | Набор Одинокий рейнджер                                       | 18 августа 2013 (с выходом игры) | Первая |
| Одинокий рейнджер             | Тонто                         | Набор Одинокий рейнджер                                       | 18 августа 2013 (с выходом игры) | Первая |
| История игрушек               | Базз Лайтер                   | Набор История игрушек в космосе                               | 22 октября 2013                  | Вторая |
| История игрушек               | Джесси                        | Набор История игрушек в космосе                               | 22 октября 2013                  | Вторая |
| История игрушек               | Вуди                          | Single Character Pack                                         | 1 октября 2013                   | Вторая |
| Кошмар перед Рождеством       | Джек Скеллингтон              | Single Character Pack                                         | 5 октября 2013                   | Вторая |
| Рапунцель: Запутанная история | Рапунцель                     | Single Character Pack / Girl Power Pack                       | 22 ноября 2013                   | Вторая |
| Ральф                         | Ральф                         | Single Character Pack / Набор игрушек Ральф                   | 22 ноября 2013                   | Вторая |
| Ральф                         | Ванилопа фон Кекс             | Single Character Pack / Набор игрушек Ральф / Girl Power Pack | 24 ноября 2013                   | Вторая |
| Холодное сердце               | Анна                          | Single Character Pack / Набор игрушек Холодное сердце         | 26 ноября 2013                   | Вторая |
| Холодное сердце               | Эльза                         | Single Character Pack / Набор игрушек Холодное сердце         | 26 ноября 2013                   | Вторая |
| Фантазия                      | Философский Ученик Микки Маус | Single Character Pack                                         | 26 января 2014                   | Вторая |
| Финес и Ферб                  | Финес Флинн                   | Single Character Pack / Набор игрушек Финес и Ферб            | 1 апреля 2014                    | Вторая |
| Финес и Ферб                  | Агент Пи                      | Single Character Pack / Набор игрушек Финес и Ферб            | 1 апреля 2014                    | Вторая |

## Отзывы
| Сводный рейтинг | Сводный рейтинг | Сводный рейтинг |
| Издание         | Оценка          | Оценка          |
| Издание         | PS3             | Xbox 360        |
| --------------- | --------------- | --------------- |
| GameRankings    | 79,42 %         | 73,61 %         |